# Japan Cup 2018 (ciclismo)
La Japan Cup 2018, ventisettesima edizione della corsa e valevole come evento dell'UCI Asia Tour 2018 categoria 1.HC, si svolse il 21 ottobre 2018 su un percorso di 144,2 km, con partenza e arrivo a Utsunomiya, in Giappone. La vittoria fu appannaggio dell'australiano Robert Power, il quale completò il percorso in 3h44'00", alla media di 38,62 km/h, precedendo l'olandese Antwan Tolhoek e il danese Matti Breschel.
Sul traguardo di Utsunomiya 69 ciclisti, su 122 partenti, portarono a termine la competizione.

## Squadre e corridori partecipanti
| N.      | Cod. | Squadra                         |
| ------- | ---- | ------------------------------- |
| 1-6     | NIP  | Nippo-Vini Fantini-Europa Ovini |
| 11-16   | BMC  | BMC Racing Team                 |
| 21-26   | MTS  | Mitchelton-Scott                |
| 31-36   | EFD  | Team EF Education First-Drapac  |
| 41-46   | TLJ  | Team Lotto NL-Jumbo             |
| 51-56   | TFS  | Trek-Segafredo                  |
| 61-66   | TNN  | Team Novo Nordisk               |
| 71-76   | WIL  | Wilier Triestina-Selle Italia   |
| 81-86   | 7RP  | 7 Eleven-Cliqq Roadbike Phil.   |
| 91-96   | ACA  | Australian Cycling Academy      |
| 101-106 | LJU  | Ljubljana Gusto Xaurum          |

| N.      | Cod. | Squadra                           |
| ------- | ---- | --------------------------------- |
| 111-116 | TSG  | Terengganu Cycling Team           |
| 121-126 | TCC  | Thailand Continental Cycling Team |
| 131-136 | KIN  | Kinan Cycling Team                |
| 141-146 | UKO  | Team Ukyo                         |
| 151-156 | BLZ  | Utsunomiya Blitzen                |
| 161-166 | MTR  | Matrix Powertag                   |
| 171-176 | BGT  | Team Bridgestone Cycling          |
| 181-186 | SMN  | Shimano Racing Team               |
| 191-196 | NAS  | Nasu Blasen                       |
| 201-206 | JPN  | Giappone                          |

## Ordine d'arrivo (Top 10)
| Pos. | Corridore        | Squadra     | Tempo    |
| ---- | ---------------- | ----------- | -------- |
| 1    | Robert Power     | Mitchelton  | 3h44'00" |
| 2    | Antwan Tolhoek   | Lotto NL    | s.t.     |
| 3    | Matti Breschel   | Educ. First | a 40"    |
| 4    | Nicolas Roche    | BMC         | s.t.     |
| 5    | Ivan Santaromita | Nippo       | a 42"    |
| 6    | Marco Canola     | Nippo       | a 2'02"  |
| 7    | Robert Gesink    | Lotto NL    | a 2'07"  |
| 8    | Robert Stannard  | Mitchelton  | a 2'26"  |
| 9    | Koen de Kort     | Trek        | s.t.     |
| 10   | Robbie Hucker    | Ukyo        | s.t.     |